# Unabhängiger Staat Montenegro
Der Unabhängige Staat Montenegro (auch Königreich Montenegro, montenegrinisch Краљевина Црна Гора Kraljevina Crna Gora) war im Zweiten Weltkrieg ein Marionettenstaat unter italienischem Protektorat, ab 1943 unter deutscher Besatzung. Die Hauptstadt war Cetinje. Der Staat existierte von 1941 bis 1944.
Es wurde zunächst von Gouverneuren aus Italien, während der deutschen Besatzungszeit dann von Gouverneuren aus dem Deutschen Reich verwaltet. Die Währung war die Italienische Lira und ab 1943 die deutsche Reichsmark.

## Entwicklung
Einen Monat nachdem im Balkanfeldzug das Königreich Jugoslawien am 6. April 1941 von deutschen Truppen besetzt wurde, marschierten Truppen aus dem faschistischen Königreich Italien am 5. Mai in das Gebiet Montenegro ein. Man versuchte, ein unabhängiges Königreich unter der Dynastie der Petrovićs zu installieren, was jedoch misslang, da Prinz Michael, welcher das Oberhaupt der Dynastie war, auf den Königstitel verzichtete. Daher tagte bis 1943 das pro-italienische „Nationalkomitee“ unter dem Premierminister Blažo Đukanović, der im Oktober 1943 von Tito-Partisanen in Ostrog erschossen wurde. Nachdem Italien im September 1943 einen Waffenstillstand mit den Alliierten geschlossen hatte, wurde das Land bis 1944 von Deutschland besetzt.

## Einzelnachweise

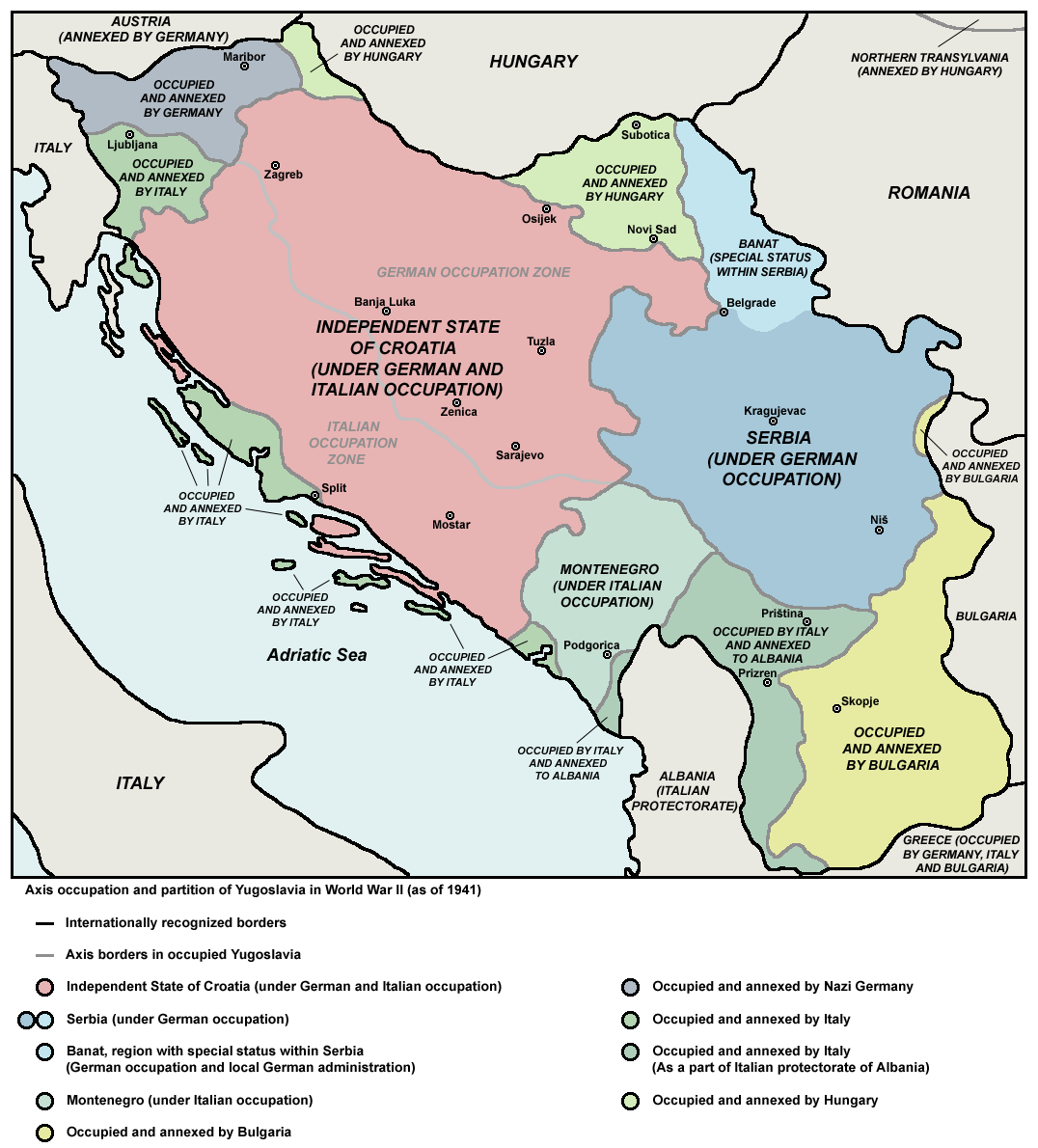